# Острво Светог Павла
Острво Светог Павла (малт. Il-Gżejjer ta' San Pawl) познато још и као Селмунет (малт. Selmunett) је малено заравњено острво у близини насеља Селмун уз североисточну обалу острва Малта. За време осеке острво је подељено на два дела. 
Са површином од 9 хектара највеће је ненасељено острво на Малти. Последњи становник напустио је острво пре више деценија. Са острва се пружа прелеп поглед на главни град Малте Валету. 
Према Делима апостолским, римски намесник Јудеје Антоније Феликс је 60. године послао Апостола Павла у Рим на суђење. Међутим када је галија пролазила крај Малте подигла се велика олуја и галија је доживела бродолом. Преживели путници међу којима је био и Апостол Павле су се искрцали на острво које се тада звало Мелит. У част светог апостола Павла острво и залив који се налази иза њега је и добило име. На острву је 1845. подигнута статуа посвећена управо овом светитељу. 